# Вулиця Івана Франка (Чортків)
Вулиця Івана Франка — вулиця у центральній частині міста Чорткова, Тернопільської області. Сполучає вулиці Степана Бандери та Михайла Росляка. Прилучається вулиця Антона Горбачевського.

## Історія
Колишня Сокола, одна з порівняно нестарих вулиць міста. Перші будинки на ній були збудовані наприкінці позаминулого століття, а перед цим тут були городи, що належали польському купцеві Янові Лукашевичу. Пізніше, на початку XX століття, син купця Йосиф розпродав цю землю частинами на будівництво будинків, а ділянку, на якій тепер знаходиться Народний дім імені К. Рубчакової, передав безкоштовно під будівництво польського культурного центру «Сокіл», котрий було збудовано у 1908—1912 роках. Тож у 1911 році декілька її будинків, що дали початок вулиці, й отримали назву Сокола. У 1948 році її перейменовано на вулицю Івана Франка, на пошану видатного українського поета Івана Франка.

## Забудова
Декілька будинків внесено до Реєстру пам'яток архітектури місцевого значення.
- № 1 — будівля Центру культурних послуг міста Чортків імені Катерини Рубчакової[7], споруджена у 1908—1912 роках на кошти польської громади міста з ініціативи тодішнього бургомістра Чорткова Людвіга Носса, як Народний дім. Тут діяло польське гімнастичне товариство «Сокіл»[8]. Пам'ятки архітектури місцевого значення, охоронний номер 75-м.
- № 2 — двоповерховий будинок, в якому у 1995—2021 роках працював Чортківський міський комунальний заклад «Палац дітей та юнацтва»[9]. У вересні 2021 року цей комунальний заклад переїхав в приміщення колишнього міжшкільного навчально-виробничого комбінату трудового навчання і професійної орієнтації учнів (вул. Бандери, 69), а натомість сюди із Чортківського медичного коледжу переїхав Центр масової вакцинації населення[10].
- № 16 — двоповерхова вілла, збудована на початку XX століття. Пам'ятка архітектури місцевого значення, охоронний номер 1786-м.
- № 24 — двоповерхова вілла, збудована на початку XX століття. Пам'ятка архітектури місцевого значення, охоронний номер 1787-м.
- № 26 — двоповерхова вілла «Хелена», збудована у 1910 році. Пам'ятка архітектури місцевого значення, охоронний номер 1788-м.
- № 30 — одноповерхова вілла, збудована на початку XX століття. Пам'ятка архітектури місцевого значення, охоронний номер 1793-м.
- № 32 — одноповерхова вілла, збудована у 1910 році. Пам'ятка архітектури місцевого значення, охоронний номер 1794-м.
- № 34 — одноповерхова вілла, збудована у 1910 році. Пам'ятка архітектури місцевого значення, охоронний номер 1795-м.

Світлини вуличної забудови
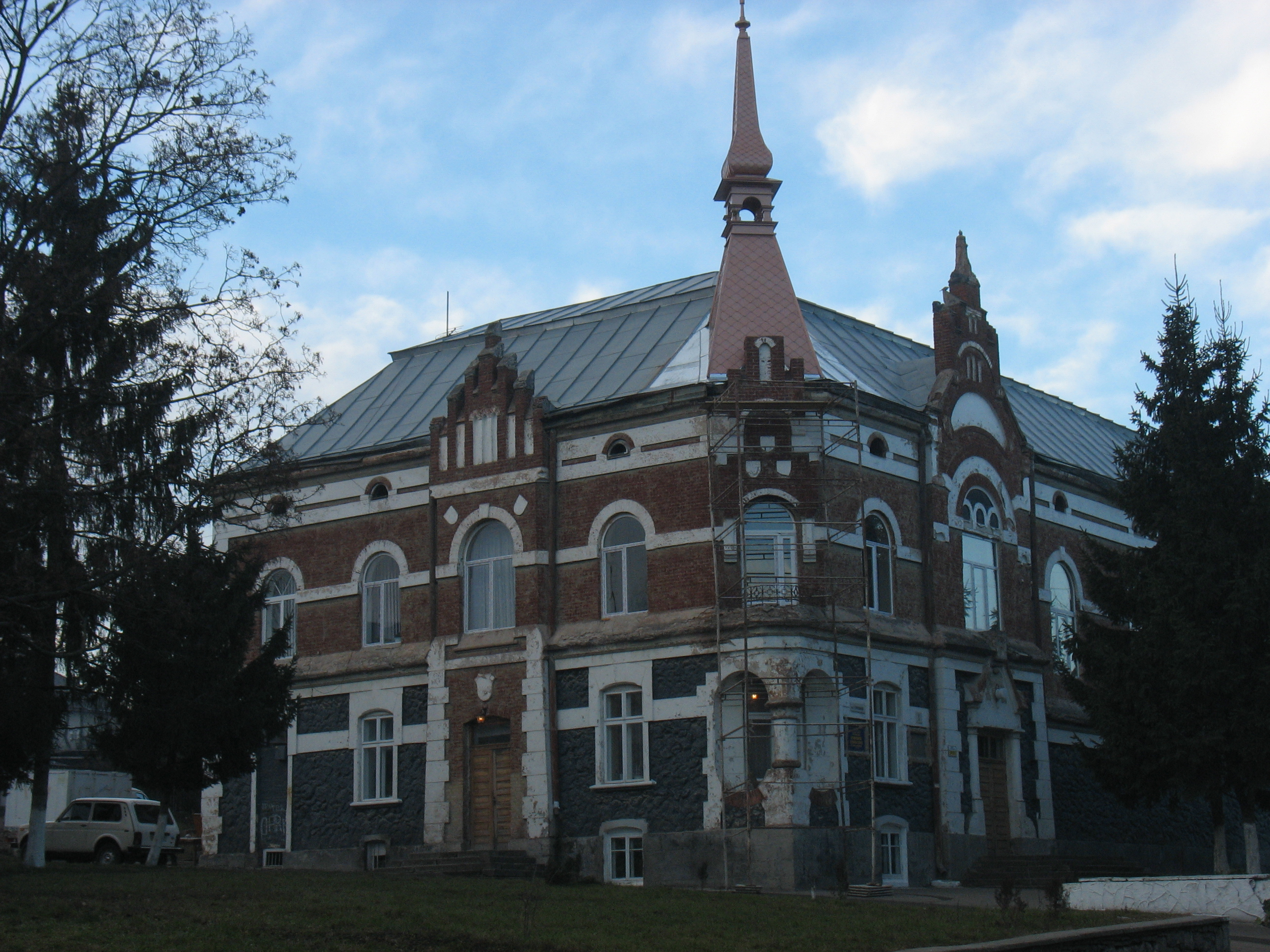
Центр культурних послуг міста Чортків імені Катерини Рубчакової (вул. Івана Франка, 1)
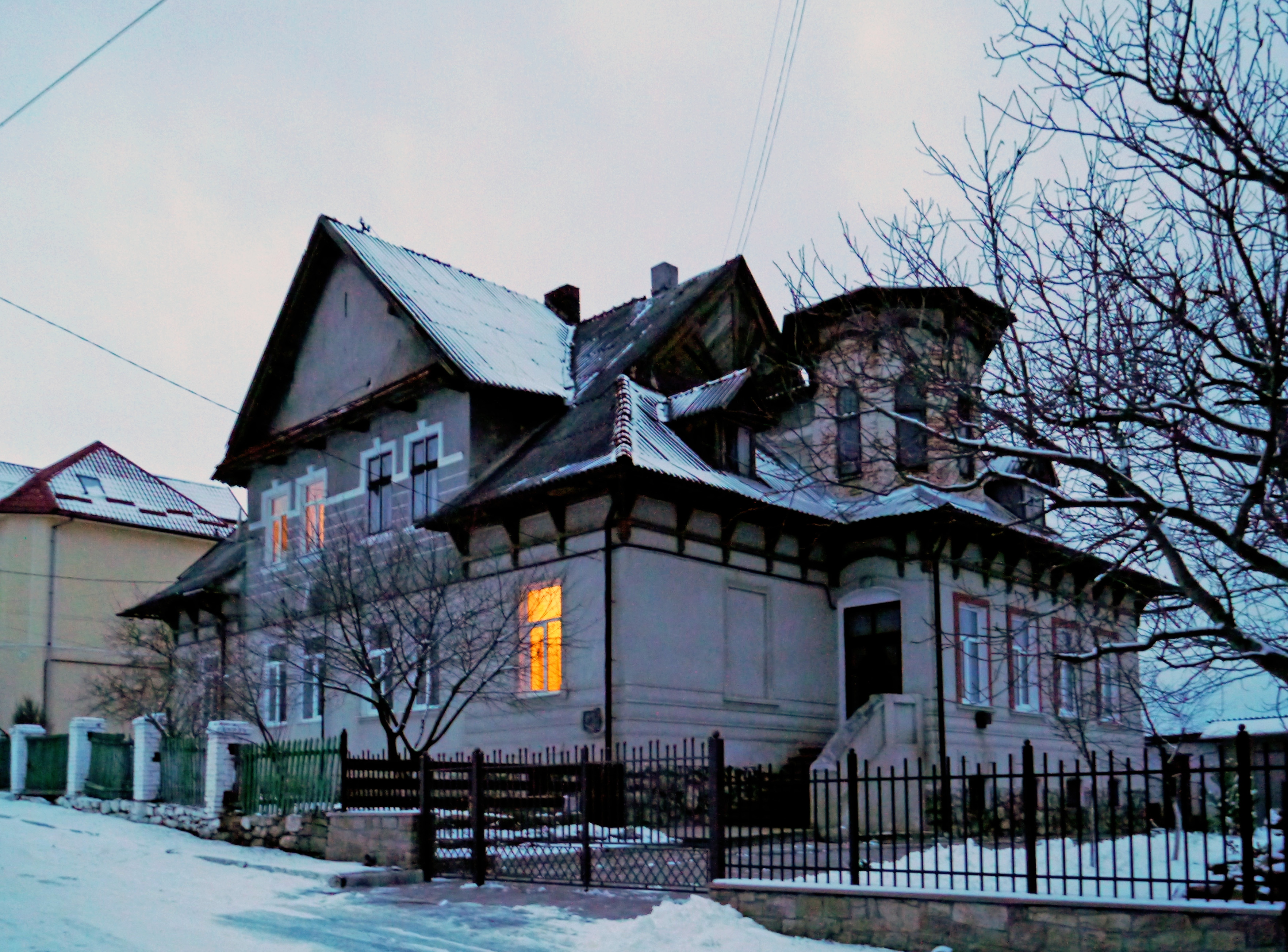
Вілла (вул. Івана Франка, 16)
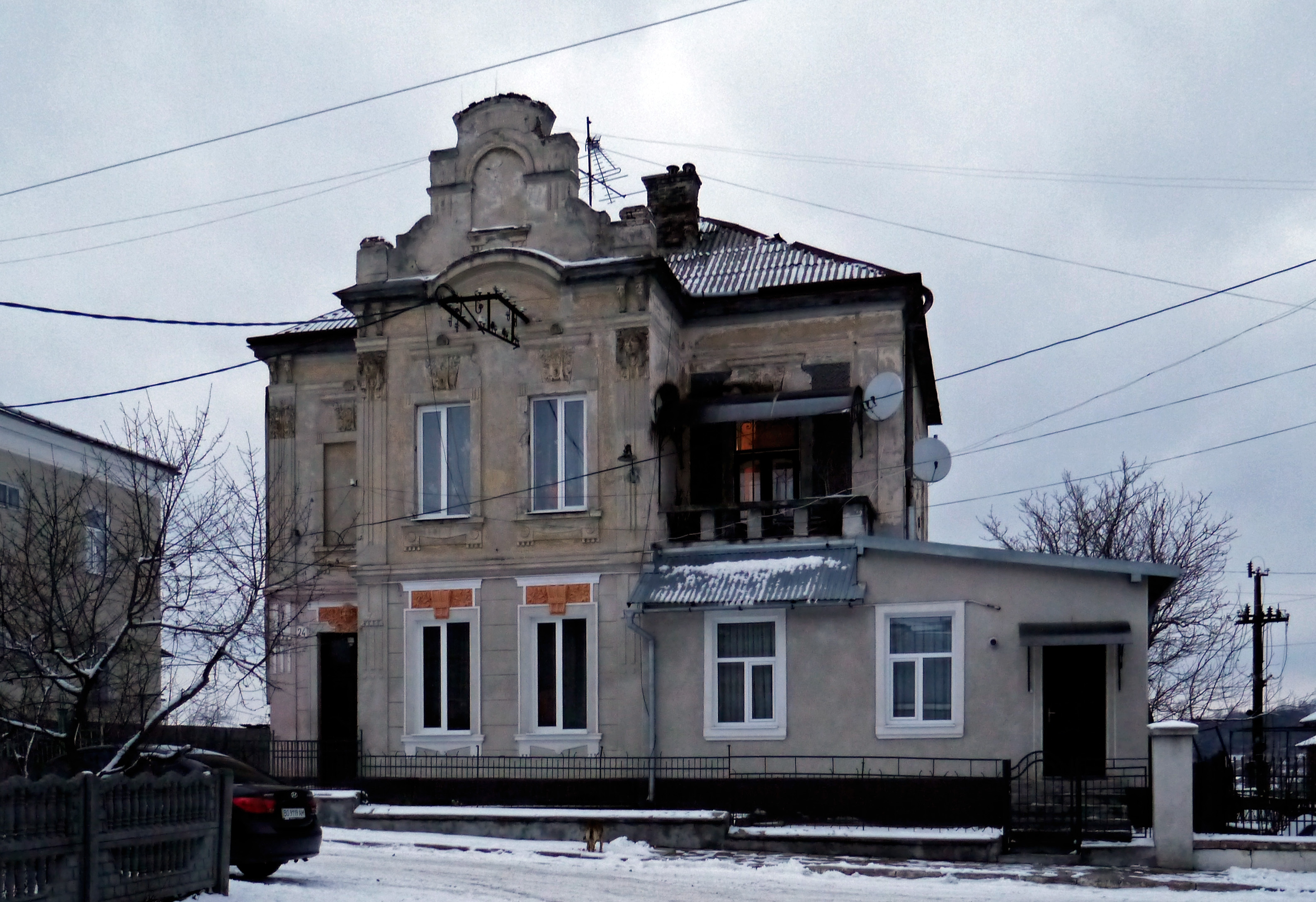
Вілла (вул. Івана Франка, 24)
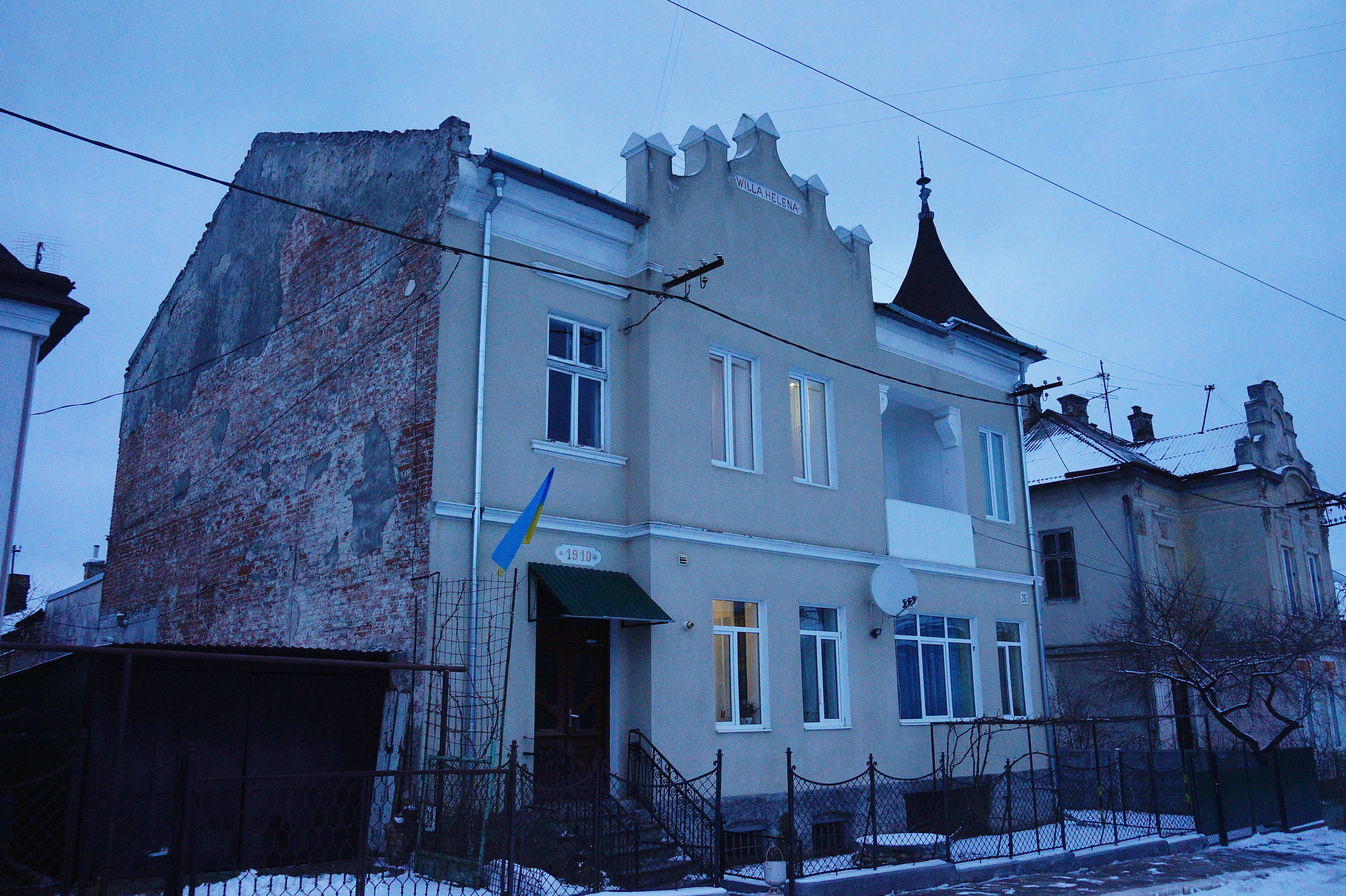
Вілла (вул. Івана Франка, 26)
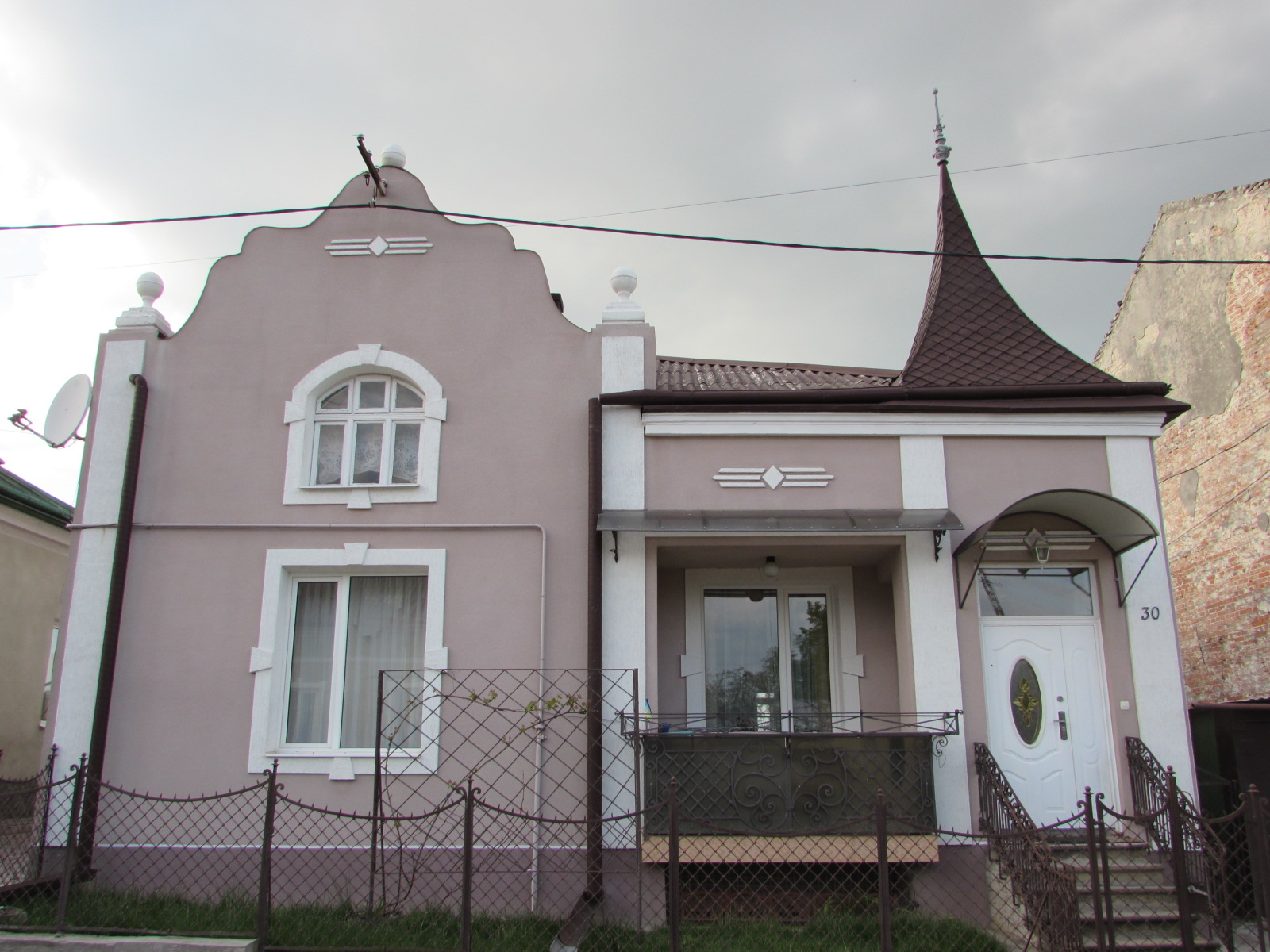
Вілла (вул. Івана Франка, 30)
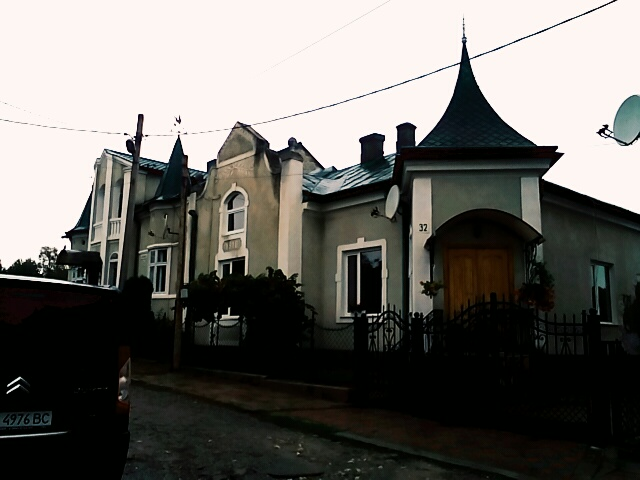
Вілла (вул. Івана Франка, 32)
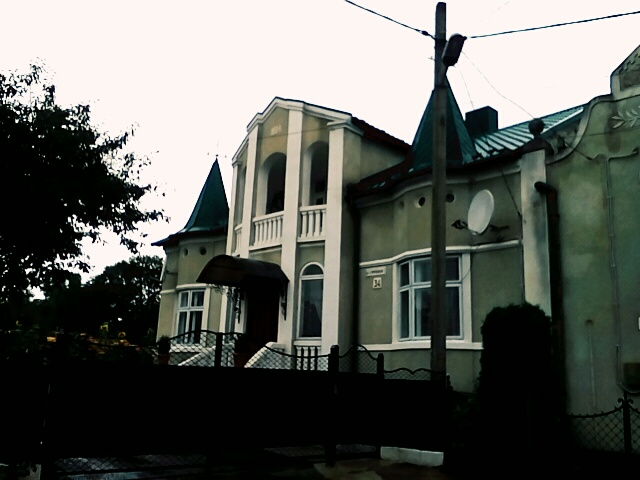
Вілла (вул. Івана Франка, 34)